# Vi älskar er
Vi älskar er var en revy av Beppe Wolgers som spelades i Stockholm sommarhalvåret 1967 i produktion av Knäppupp AB. Texterna skrevs av Beppe Wolgers och originalmusiken av Lars Färnlöf (med flera), för regin svarade Stig Ossian Ericson, Ulf Axén gjorde dekoren, Eva Rydberg svarade för koreografin och Lars Färnlöf var kapellmästare.
Vi älskar er spelades på Knäppupp AB:s hemmascen Idéonteatern vid Brunkebergstorg i Stockholm den 30 maj–8 oktober 1967.
Medverkande var Lars Ekborg, Lena Hansson, Sune Mangs, Nannie Porres, Catrin Westerlund, Beppe Wolgers och Monica Zetterlund med flera.